# 砂囊

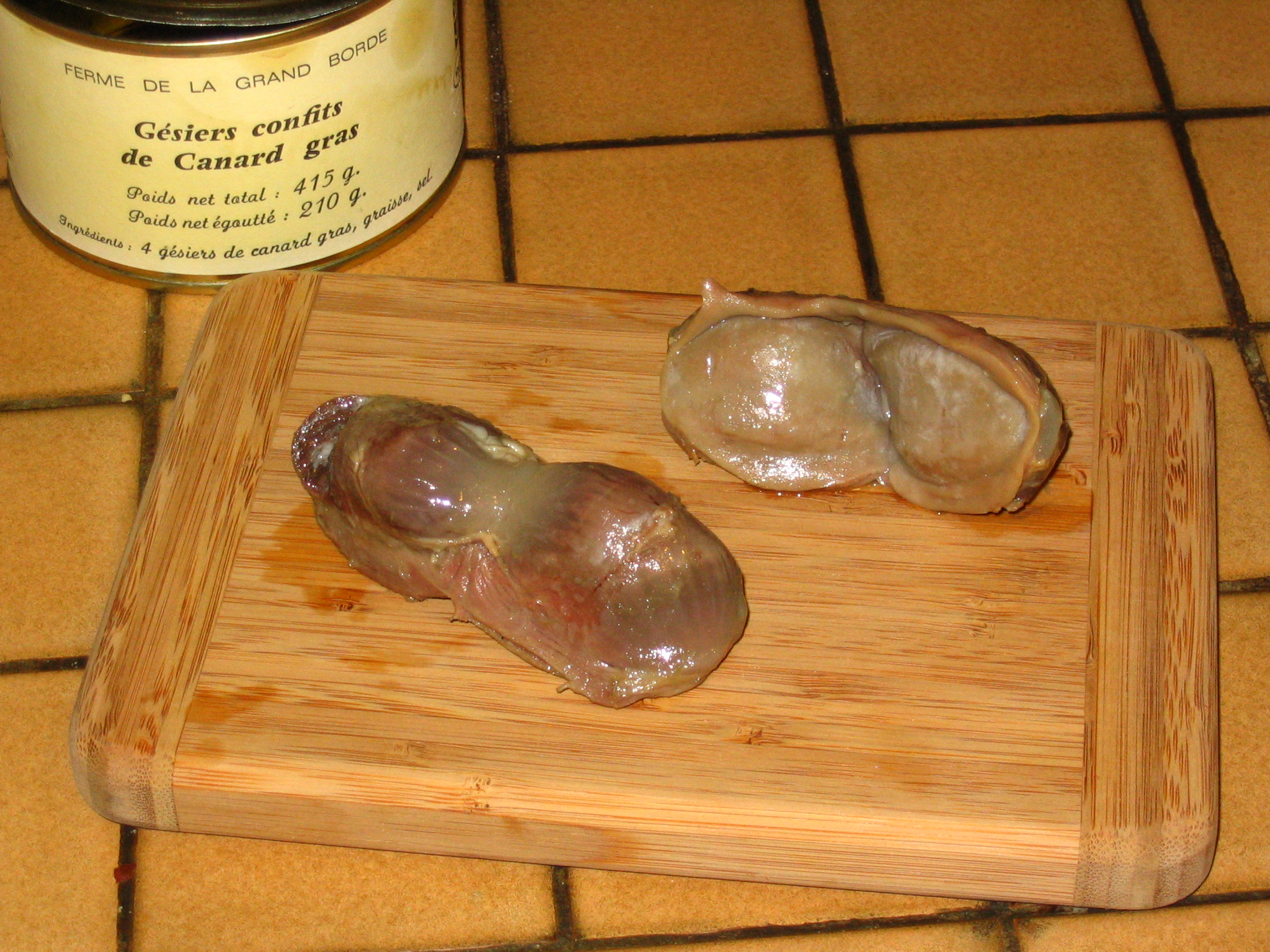
烹饪好的鸭砂囊

砂囊（英語：gizzard），也称腱或胗，是一些动物消化道中的一个器官。主龍類（包括所有恐龙、翼龍、鳄鱼）、蚯蚓、腹足纲动物、鱼类和一些甲壳虫都有砂囊。砂囊是一种特殊的胃，它有着厚实的肌肉壁，可利用碎石块、沙砾来磨碎食物。